# David García
David García Dapena, född 30 september 1977 i Marín, Pontevedra, är en spansk professionell tävlingscyklist. Han tävlar för UCI Professional Continental-stallet Xacobeo-Galicia. García Dapena blev professionell 1999 med det portugisiska stallet LA-Pecol.

## Innan proffskarriären
David García slutade tvåa på Trofeo Mallorca 1994 bakom Juan Llaneras. Senare samma år slutade han trea i Trofeo Manacor bakom José Ramon Uriarte och Mariano Rojas Gil. Två år senare slutade han trea på Trofeo Comunidad Foral de Navarra bakom Alex Zülle och Laurent Jalabert. Han slutade också trea på Clasica de Sabiñanigo.

## Professionell

### 1999–2003
Det portugisiska cykelstallet LA-Pecol kontrakterade García inför säsongen 1999 och han blev professionell. Under sitt första år slutade han tvåa på Sobrado, ett kriterium i Portugal. Han bytte efter ett år till Cantanhede-Marques de Marialva, men under sitt första år med stallet tog han inga prispallsplaceringar. García fortsatte med stallet även under 2001 och vann den portugisiska tävlinen GP Philips. Han slutade tvåa på etapp 3 av GP Abimota och slutade trea på Porto-Lisboa och GP Abimota. Han slutade också trea på etapp 5 av GP Abimota och tog tredje platsen på etapp 3 av Portugal runt bakom Salvatore Commesso och Angel Edo.
Under säsongen 2002 slutade García tvåa på Volta a Tras os Montes e Alto Douro, en placering som han också tog på etapp 4 av tävlingen. På etapp 3 av tävlingen slutade han på tredje plats. Under året tog han också en tredje plats etapp 6 av Portugal runt. 
År 2003 var García sista med Cantanhede-Marques de Marialva. Han slutade två på Klasika Primavera bakom Gustavo Cesar Veloso. García slutade också tvåa på etapp 4 av GP International MR Cortez-Mitsubishi och tog en andra plats i GP Abimota. Han vann etapp 2 av GP Cantanhede men också etapp 1 och 4 av GP Abimota. Under året slutade han trea på GP Gondomar, etapp 2 av GP Abimota innan han slutade trea på etapp 2 av Portugal runt bakom Alberto Benito Guerrero och Angel Edo Alsina. 

### 2004–2006
García återvände till LA-Pecol inför säsongen 2004 och tillbringade tre år med stallet, som dock hette LA-Liberty under säsongen 2005 och L.A. Aluminios-Liberty Seguros under säsongen 2006. Under säsongen 2004 vann spanjoren etapp 4 av Volta a Terras de Santa Maria och slutade trea på etapp 1 och 2 av tävlingen. Han vann också etapp 2 av Volta a Tras os Montes e Alto Douro, innan han slutade trea i tävlingens slutställning.
Året därpå vann García etapp 4 av GP Abimota. Han slutade trea på etapp 3 av tävlingen. Senare under säsongen slutade han trea på etapp 2 av GP Vinhos da Estremadura. Under sitt sista år, 2006, med L.A. Aluminios-Liberty Seguros vann García etapp 1 av Volta a Terras de Santa Maria, en tävling där han slutade tvåa bakom Tiago Machado. Han slutade också tvåa på etapp 1 av Volta ao Sotavento Algarvio och på den spanska tävlingen GP Ciudad de Vigo.

### 2007–2008
Karpin-Galicia kontrakterade García inför säsongen 2007 och han fick för första gången i sin karriär cykla Vuelta a España. Sin bästa placering under tävlingen var en sjätte plats på etapp 14 bakom Jason McCartney, Thomas Lövkvist, Stefan Schumacher, Juan Manuel Garate och Alessandro Vanotti. García slutade tävlingen på en 23:e plats.
Under säsongen 2008 fick han återigen tävla i Vuelta a España där han vann etapp 15 framför Nick Nuyens och Juan Manuel Garate. Han slutade tävlingen på en 14:e placering. Tidigare under säsongen hade García vunnit International Presidency Turkey Tour framför José Alberto Benitez och Pieter Jacobs, en seger som han tog efter att ha cyklat bra i bergen och han slutade tvåa i bergstävlingen bakom José Alberto Benitez. Under International Presidency Turkey Tour slutade han trea på prologen och på etapp 3. Under säsongen slutade han också trea på GP Ouest-France bakom Pierrick Fédrigo och Alessandro Ballan.

### 2009
Karpin-Galicia bytte namn till Xacobeo-Galicia under säsongen 2008 och fortsatte att ha det namnet under säsongen 2009. David García vann etapp 2 av International Presidency Turkey Tour framför André Schulze och Sebastian Siedler, men han lyckades inte med att vinna tävlingen för andra gången i rad utan fick nöja sig med en tredjeplats bakom segraren Daryl Impey och tvåan Davide Malacarne. García vann dock Vuelta a la Rioja under säsongen. 
Xacobeo Galicia var under säsongen 2009 inbjudna att delta i Giro d'Italia 2009 och redan på den andra etappen av tävlingen gjorde García ett avtryck i tävlingen då han ledde bergspristävlingen. Det dröjde dock inte många etapper innan han var tvungen att avbryta loppet under etapp 5 av tävlingen. García slutade på andra plats på etapp 12 av Vuelta a España 2009 bakom Ryder Hesjedal.

## Stall
- LA-Pecol 1999
- Cantanhede-Marques de Marialva 2000–2003
- LA-Pecol 2004
  -  LA-Liberty 2005–2006
- Karpin-Galicia 2007–2008
  -  Xacobeo-Galicia 2009–